# ローレンス・サマーズ
ローレンス・ヘンリー・サマーズ（英語: Lawrence Henry Summers, 1954年11月30日 - ）は、アメリカ合衆国の政治家、経済学者。世界銀行チーフエコノミスト、財務副長官、財務長官などを歴任した。16歳でマサチューセッツ工科大学に入学し、28歳にしてハーバード大学教授に就任した俊秀として早くから名望が高く、当初は世界銀行チーフエコノミストとして活躍した。一方、彼の自由貿易主義的政策がサブプライム住宅ローン危機を引き起こしたとする批判があるほか、倫理観にかける失言で要職を追われている。

## 経歴

### 生い立ち
1954年11月30日にコネチカット州ニューヘイブンにて、経済学者でペンシルベニア大学教授の両親の子として誕生する。家系は東ヨーロッパ系ユダヤ人移民である。
ノーベル経済学賞受賞者のポール・サミュエルソンは父のロバート・サマーズ（サミュエルソンからサマーズに改姓）の兄弟で、ケネス・アローは母の兄弟に当たる。幼年期の多くをペンシルベニア州ペン・バリーで過ごす。 その後フィラデルフィア郊外のハリトン高等学校に学んだ。
1970年に16歳でマサチューセッツ工科大学に入学する。当初は物理学を専攻するが、1975年に経済学部に移る。またMITディベートチームの会員として活動した。MIT卒業後にハーバード大学大学院に進み、マーティン・フェルドシュタインの下で学び、1982年に博士号を取得する。かくしてMITとハーバード双方で教壇に立つ資格を得たサマーズは1983年に28歳でハーバード大学史上最年少の教授となった。この頃悪性リンパ腫と診断されたが、治療で完治している。

### 経済学者
研究者としてのサマーズは財政学・労働経済学・金融経済学そしてマクロ経済学など多くの分野でめざましい業績を上げた。これらの分野と比較すれば貢献度は低いものの、国際経済学・経済における人口統計学・経済史・開発経済学の分野についても多くの論文を発表している。サマーズの研究手法は経験的な経済データの分析を重視したもので、貯蓄が税控除後の利率を制御するかといったテーマを扱っている。
サマーズの業績に対しては、1987年に社会科学系の学者としては初めてアメリカ国立科学財団からアラン・T・ウォーターマン賞を、1993年にはアメリカ経済学会からジョン・ベイツ・クラーク賞をそれぞれ授与された。全米科学アカデミーの会員でもある。

#### 公職
1982年から1983年にかけてロナルド・レーガン政権の大統領経済諮問委員会スタッフを務めた。また1988年アメリカ合衆国大統領選挙では民主党のマイケル・デュカキス候補の経済アドバイザーとなった。

### 世界銀行チーフエコノミスト
1991年にハーバード大学教授を辞任し、世界銀行上級副総裁（世界銀行チーフエコノミスト）に就任。世界銀行では、開発途上国支援の戦略立案、銀行の融資委員会、銀行の調査・統計業務の指導、外部研修プログラムの指導などに注力した。一方、1991年12月には後述する「サマーズ・メモ」が流出し、物議を醸した。

### クリントン政権下の公職
1993年にビル・クリントン政権が成立すると財務省に移って財務次官を務め、また1995年に財務副長官も務めた。日本でも榊原英資との円高是正の協調介入で知られている。1999年7月にロバート・ルービンの辞任に伴い、後任の財務長官に就任する。アメリカ合衆国財務長官として国内の経済・財政政策や日本などの対外経済関係と通貨危機などの国際経済を担当した。2009年に公開された内部文書によれば、サマーズはクリントン政権内で、地球温暖化対策において米国が主導的立場を取ることに反対し、京都議定書への参加に反対する中心的な人物であった。

### ハーバード大学学長
2001年1月20日にジョージ・W・ブッシュ政権成立に伴い、ハーバード大学に学長として復帰した。サマーズはユダヤ人初のハーバード大学学長とみなされ、ユダヤ人コミュニティから歓迎を受けた。
アメリカン・ブロードキャスティング・カンパニーによると、自らの立場を中道左派と称していることに加えて手法が強引だとして、ハーバード大学学長に就任直後から大学経営をめぐり特に人文科学・社会科学系の教授・学生などとの対立に直面した。2001年秋にはサマーズとハーバード大学芸術科学部アフリカン・アメリカン講座のコーネル・ウェスト教授の対立が顕在化した。サマーズは私的な会合の中でウェストを批判した。その結果ウェストは激怒し、「私は自由で自尊心を持つ黒人だ。あのような態度は我慢ならない」との言葉を残してハーバード大学を辞め、プリンストン大学へ移った。ウェストが2004年に著した「民主主義の本質」では、サマーズを「無節操なパワープレーヤー」と呼んで批判している。
2005年1月、科学・工学労働者における多様性に関する会議の中で、「数学や科学の分野で女性研究家が少ないのは、男性と女性の間に固有に存在する遺伝子の違いによるものではないか」との性差別と捉えられる発言をして、問題となった（詳しくは後述参照）。サマーズは繰り返し釈明・謝罪したが、大学の内外から激しい批判を浴び、同年6月30日に学長を辞任した。

### 辞任後
2008年春学期より教職に復帰し、ハーバード・カレッジ及びハーバード・ケネディ・スクールの学生を対象にグローバリゼーションについての講座を受け持った。2009年にバラク・オバマ政権1期目で国家経済会議委員長に就任したものの、賛否が飛び交い、2010年末に辞任した。2011年からはハーバード・ケネディ・スクールで教鞭を執り、教職生活に戻っている。2013年にはベン・バーナンキの後任となるFRB議長候補に名前が挙がり有力視されたが、アメリカ民主党内にも反対が根強く9月15日に自ら選考の辞退をオバマに申し入れた。2020年の米国大統領選挙では、バイデン陣営に政策助言を行っていることが発覚すると民主党陣内から反発が出て、バイデンが勝利しても政権には加わらないことを述べることになった。

## 人物、言動、評価
財務長官時代に「サマーズに謙遜を求めるのは、マドンナに貞操を期待するようなものである」と評されたように、しばしば言動が高圧的だと批判された。例えば財務次官・副長官時代には1994年のメキシコ通貨危機・1997年のタイから始まった金融危機に際して、国際通貨基金と密接な連携を取って事態を収拾し、連邦議会で事態収拾に向けて数多くの答弁に立ったが、多くの議員から「議会に対する敬意が無い」と不評を買っている。

### 財政観
自由貿易とグローバリゼーションを熱心に支持している。クリントン政権下の財務長官時代には、政府高官として市場経済信奉者の理想をそのまま実現し、激しい世界経済恐慌の遠因となった。①世界経済資本移動の完全自由化を推進し金融のグローバル化を実現した。この副作用として投機的な資本移動とその引き上げが1997年のアジア通貨危機を引き起こした。②サマーズはかねてよりグラム・リーチ・ブライリー法を称賛しており、その発展として戦後機能した米国の銀行と証券の垣根グラス・スティーガル法を廃止し、超巨大シティバンクの違法な金証合併を合法化した。更には、ノンバンクを通じたサブプライムローンの証券化商品への投機に対する政府の監督を議会で攻撃し、後退させることに成功した。これが、2007年からのサブプライム住宅ローン危機の原因になったとされる。また、この間、サマーズは兼務として米国大手金融機関の顧問に就き、多額の顧問料を受け取ってきた。
2021年1月20日に発足したバイデン政権は、新型コロナウイルス感染拡大に対応するために1兆9000億ドル規模の経済対策を打ち出した。これに対してサマーズは「経済は危機前の水準に戻りつつあり過大すぎる」と指摘したが、ジャネット・イエレン新財務長官は「経済は今なお困難な状況で雇用回復へ大型対策が必要」だと反論。新・旧財務長官の間で意見が分かれる結果を見せた。

### サマーズ・メモ
1991年に世界銀行チーフエコノミストだったとき、あくまで内部文書という意識で「グローバル経済展望」というタイトルでサマーズ・メモと呼ばれる長文のメモランダムを書いた。メモの大意は「世界銀行は公害産業を開発途上国にもっと移転することを推奨すべきである。」というものである。サマーズ・メモは大別して以下の3つの論点からなる。
- 環境汚染によるコストは健康被害による死亡や傷害によって発生する逸失利益の額に依存する。したがって最貧国であれば低コストで済む。
- 環境汚染によるコストは環境汚染が増大することによって当然上昇する。したがって環境汚染が既に汚染されている国からまだ汚染されていない国に移ればコストは低下する。
- 所得水準が上昇すると環境に対する意識が高まるので、汚染物質の処分に一層のコストがかかる。したがって環境汚染が経済先進地域から貧困地域へ移れば、コストは低下する。

サマーズは経済学の論理からすれば、有毒廃棄物を最低賃金国に投棄することは反論の余地の無い提案であって、我々はこの真理に直面しなければならないとメモに記した。この意見は、経済的観点からすると正しいが、健康に対する人権や環境正義などの非金銭的な考慮事項は全く無視されている。
メモの内容は内外で大きな反響を招いた。メモの流出後、メモを書いたのはラント・プリチェットでありサマーズは署名しただけ、内容が捏造されている、「皮肉」として書いたなどと釈明した。
サマーズ・メモはまず環境保護論の立場から激しい批判を招いた。グリーンピースなどの環境保護団体はサマーズの辞任を求め、ブラジルのホセ・ルッツェンベルガー環境相は「経済学者の横柄な無知」であると強く批判している。さらに、新自由主義に反対する立場から批判も行われた。つまりサマーズのみならず世界銀行のエコノミストが新自由主義に基づく経済政策を世界レベルで押しつけているとする批判で、南アメリカの一部メディアでは世界銀行副総裁であるサマーズに発言をさらに続けさせて、新自由主義が持つ問題点をあぶり出すべきであるとまで主張された。

## 男女間の能力に関する発言
2005年1月に全米経済研究所の後援によって開かれた会議に招待された。そこでサマーズは「科学と工学分野の高位レベルの研究者（アメリカの上位25大学の研究者のような国民の5000人から1万人中の上位1人というレベル）に男性が多い」と主張したうえで、次の3つの仮説を提示した。
1. 男性の方が女性よりも困難な仕事が要求する時間的拘束や融通性を受け入れる傾向がある。また高位にいる女性は結婚していないか子供がいない確率が明らかに高い。
2. 次に論争的ではあるが、極端なレベルにおける男性と女性の本質的な能力の違いである。科学と工学への関心の傾向・能力・或いは好みは男性の間のほうが広い分布が見られる（つまり男性の方が非常に得意/非常に不得意の間のばらつきが大きい）。
3. 親の養育態度のような社会化や差別。

サマーズによればこの順に相対的な重要度が高い。サマーズは「規範を述べているのではなく、完全に説明的に話して」おり、「挑発を目的としていた」と述べた。女性差別であるという告発を引き起こしたのは、2つ目の仮説であった。またサマーズは自閉症についての議論を例に取って、親の養育のような社会化に責任を負わせることには慎重になるべきだと述べた。「化学を専攻する女子や生物学を専攻する女子がいなかったとき、親の養育を非難することは簡単だった」「私が生得的な違いに言及したことは確かだ。......私は社会化の結果だと考えるときに慎重にならないといけないと言った。我々はそう社会化の結果であると信じることを好むが、よく調査される必要がある」
MITの生物学者ナンシー・ホプキンスは会議中に退席し（後に発言を聞いて気分が悪くなったと述べた）、この発言を公表した。聴衆の何人かはサマーズがいくつかの分野で女性は男性と同じ"生得的な能力"あるいは"天賦の才"を持たないと言ったと述べている。発言が伝わるとまず大学内・ついで地元メディアでその意図をめぐって大きな議論が起き、間も無く学術誌でも取り上げられるようになった。

### 学長不信任案の可決
2005年1月の発言を受け、J・ローランド・マトリー教授によりサマーズ学長に対する不信任議案が提出された。2005年3月15日にハーバード大学人文学部教授会、ハーバード人文学大学院、ハーバード・カレッジはサマーズ学長に対する不信任決議を賛成218・反対185・棄権18で可決した。より穏やかな形でサマーズを批判する投票についても実施され、賛成253・反対137・棄権18でこれも可決した。約370年の歴史を持つハーバード大学で教授会が学長の不信任案を可決したのは初めてであった。
サマーズは職員よりも学生から支持を得た。決議前の2月に行われたハーバード・クリムゾン紙の調査では、サマーズの辞任を19パーセントの学生が支持したのに対し、57パーセントの学生が辞任に反対した（回答者424名のうち男性が56パーセントで女性が44パーセントである）。
サマーズの後任にはハーバード大学371年の歴史上初の女性総長として、南北戦争の歴史学者のドリュー・ギルピン・ファウストが選出された。

### 批判と擁護
2005年7月に唯一のアフリカ系アメリカ人理事であったコンラッド・ハーパーが、女性に対する発言とサマーズが昇給したことの両方に怒ってハーバード・コーポレーションの理事を辞任した。「私はあなたの昇給を支持できなかったし、今も支持していない。私はハーバードのためにあなたの辞任が必要だと考えている。」カリフォルニア大学サンタクルズ校のデニス・デントンは「既に我々に論破されたことを話し続けた」と言って批判した。ナンシー・ホプキンスは、男性と女性の間に全く差が無いとは主張しないが、社会的要因が女性のパフォーマンスに影響を及ぼす膨大な証拠があると主張した。
ボストン・グローブ紙によれば、サマーズが学長に就任してから女性の終身在職権付きの求人が大きく減少した。サマーズはその問題に取り組むと述べたが、何人かの教授はサマーズの姿勢を疑った。一方で会議の主催者であるハーバード大学の経済学者リチャード・フリーマンは、サマーズの批判者を知的な議論と感情を戦わせる活動家と呼んだ。
心理学者のスティーブン・ピンカーはサマーズの発言を擁護した。サマーズの見解が「正統な学問の境界内にふくまれるか」を尋ねられた時、ピンカーは次のように答えた。「いくらかの厳格さが保たれている限り、全てが学問の範囲内にあるべきでは無いだろうか。それが大学とイスラム神学校の違いだ。.....仮説が真剣に受け止められるだけの十分な証拠がある」。続いて、サマーズの発言は誤解されているとして、次のように述べた。「まず数学的・空間的能力の分布は男性と女性で同一では無い。男性の平均は女性より少し高い(ただしサマーズ自身は平均値については述べていない)。そして男性の成績の分布の方が女性よりも広い。これは全ての男性が全ての女性よりも数学能力に優れていることを意味しない。統計的な差が生得的だったと証明されたとしても、それを理由に女性を差別することは不道徳で非論理的だ。第2に仮説は能力の差が様々な職業における男性と女性の割合を説明する一つの要因であるかも知れないと言うことだ。それが唯一の要因であることを意味しない。男女の統計的な差が存在すると述べることという、それ自身で差別の証明だと反射的に仮定することはできない。」最後にピンカーは、「サマーズの発言は不愉快では無かったか」と聞かれてこう答えた。「おそらく仮説は間違っている。しかし我々がそれを考慮することさえ"不愉快"ならば、どうやってそれが真実で無いと知ることができるのだろうか」
イアン・エアーズはサマーズの統計に関する議論の大意を次のようにまとめた。「（実際の研究結果によれば、）中学生の科学及び数学の成績は平均点では男女に差は無いが、成績の上位5パーセントでは男の占める割合が高く、男女の比は2対1に達している場合もある。そして成績が正規分布しているとすると、男の方が標準偏差が20パーセントほど大きいと計算できる。トップクラスの科学者が平均よりも標準偏差の4倍程度優れた人々だと考えると、その集団の男女比は5対1程度になる。」この計算は方法論としてはおかしくないが、他に考慮すべきことが多くあり、結論は確定的ではない。ただしその点はサマーズ自身が承知しており、この発言の前置きとして「大雑把で乱暴な計算の結果であり、間違っているだろうが」と断っている。エアーズはマスメディアが「サマーズが分布の違いについて語っていただけだと言う論点をほぼ完全に無視した」と述べている。

## 著書
- Summers, Lawrence H. (1984) Estimating the long-run relationship between interest rates and inflation, Cambridge, Mass.: National Bureau of Economic Research.
- Summers, Lawrence H. (1990) Understanding unemployment, Cambridge, Mass. : MIT Press.
- Summers, Lawrence H. (1994) Investing in all the people : educating women in developing countries, Washington, D.C. : World Bank.
- Summers, Lawrence H. (1998) The US-Japanese stake in a free and open Asian capital market, New York : Center on Japanese Economy and Business, Columbia Business School.